# Alyssum bracteatum
Alyssum bracteatum är en korsblommig växtart som beskrevs av Pierre Edmond Boissier och Friedrich Alexander Buhse. Alyssum bracteatum ingår i släktet stenörter, och familjen korsblommiga växter. Inga underarter finns listade i Catalogue of Life.